# Edvige di Gudensberg
Edvige di Gudensberg, chiamata anche Edvige d'Assia (1098 – 1148), fu una nobildonna tedesca, appartenente alla dinastia di Giso. Divenne reggente del langraviato di Turingia durante la minore età di suo figlio Ludovico II di Turingia dal 1140.

## Biografia
Era la figlia ed erede di Giso IV, conte di Gudensberg (1070 – 12 Marzo 1122), conte di Gudensberg e d'Assia e di Cunegonda di Bilstein († 1138/1140).
Edvige si sposò nel 1110 con Ludovico, figlio del conte Luigi il Saltatore di Turingia. Suo marito fu elevato a langravio di Turingia nel 1131. Dopo la morte di suo fratello Giso V, conte di Gudensberg, la contea d'Assia e gli altri grandi possedimenti della dinastia dei Gisonen andarono a lei e suo marito e quindi divennero parte dei possedimenti della dinastia dei Ludovingi.
Nel 1122 la madre di Edvige, Cunegonda di Bilstein, si risposò con Enrico Raspe I, fratello minore di Ludovico I. Cunegonda divenne così la cognata di sua figlia. Attraverso questi due matrimoni, i conti di Turingia ereditarono tre une vaste eredità:
1. I possedimenti della dinastia dei Gisonen a nord di Marburgo, incluso il baliato di Wetter;
2. Gran parte della signoria di Bilstein a sud di Marburgo, oltre che il balliato dell'abbazia di Hersfeld;
3. I possedimenti dei conti di Werner. Questa famiglia si estinse nel 1121 e i genitori di Edvige avevano ereditato i loro beni. Questi includevano la contea di Maden-Gudensberg e la carica di balivo della cattedrale di Fritzlar, dell'abbazia di Hasungen e dell'abbazia di Breitenau.

Nel 1128 Edvige diede alla luce suo figlio Ludovico II. Nel 1140 Ludovico I morì e il re Corrado III di Svevia diede a Ludovico II, all'epoca dodicenne, la Turingia. Mentre era un minore, Edvige agì come reggente.
Nel 1148 Edvige fondò l'abbazia di Ahnaberg, insieme al suo secondo figlio Enrico Raspe II, che all'epoca gestiva le terre dell'Assia detenute dai Ludovingi. Un insediamento nacque tra questa abbazia e l'ex corte reale della Franconia, denominata Chasalla (dal latino castellum, cioè castello), sulla riva sinistra del Fulda e questo insediamento si sviluppò nella città di Kassel, che divenne la capitale del langraviato d'Assia nel XIII secolo.